# Wiktor Ostrowski (Lubliner)
Wiktor Ostrowski, właśc. Wiktor Adam Lubliner (ur. 28 grudnia 1895 w Warszawie, zm. 13 października 1977 tamże) – polski elektryk, więzień Pawiaka, obozu KL Stutthof, autor wspomnień obozowych.

## Życiorys
Rodzice Wiktora byli Polakami o żydowskich korzeniach. Jego ojciec Stanisław Leopold Lubliner był lekarzem, matka Eugenia z domu Cohn, zajmowała się działalnością społeczną. Jego siostrą była Karolina Lubliner-Mianowska. Początkowo Wiktor pobierał edukację w domu, do szkoły trafił najprawdopodobniej dopiero w 1905 roku. W 1915 roku wyjechał do Moskwy kształcić się w szkole elektrycznej. W 1917 zdał maturę, został wcielony do armii carskiej i wysłany na front rumuński. Po jakimś czasie zdezerterował i uciekł do Polski.
Ukończył Warszawską Szkołę Podchorążych Piechoty, uzyskując stopień podporucznika. W czasie II wojny światowej prowadził Konspiracyjną Szkołę Podchorążych Rezerwy Piechoty AK. Brał udział w wojnie polsko-bolszewickiej.
W 1922 przyjął chrzest i ożenił się z Haliną Ostrowską. W 1939 zgłosił się na ochotnika do armii, ale z powodu wieku nie został przyjęty.
W czasie wojny działał w konspiracji pod ps. „Kuszel”. 22 marca 1944, pod zarzutem organizacji ruchu oporu, Lubliner został aresztowany i osadzony w więzieniu Pawiak. Pod koniec maja tego samego roku przewieziono go razem z grupą 859 więźniów do obozu koncentracyjnego Stutthof. Otrzymał tam numer 35.853. Po pewnym czasie został przydzielony do pracy w Niemieckich Zakładach Zbrojeniowych. Jako elektryk nadzorował montaż części do samolotu myśliwskiego Ta-152. Uczestniczył w organizacji nielegalnej twórczości artystycznej. Brał udział w występach obozowego teatrzyku, pisał wiersze i piosenki, satyry na obozową rzeczywistość. Został ewakuowany ze Stutthof w „marszu śmierci”. Doczekał wyzwolenia przez Armię Czerwoną w tymczasowym obozie ewakuacyjnym w Gęsi w marcu 1945 r. 
Po wojnie wrócił do Warszawy i wraz z żoną, ze względów bezpieczeństwa, zmienił nazwisko na Ostrowski. W 1945 r. objął etat kierownika kina „Polonia”, a następnie „Atlantic”. Był również redaktorem naczelnym miesięcznika „Kinotechnik”. Wydał serię książek i artykułów o tematyce kinotechnicznej.  W 1971 r. wydał swoje obozowe wspomnienia zatytułowane: Warszawiacy w Stutthofie . Zmarł 13 października 1977 r. Spoczywa na Cmentarzu Bródnowskim (kw. 25A-5-26/27).

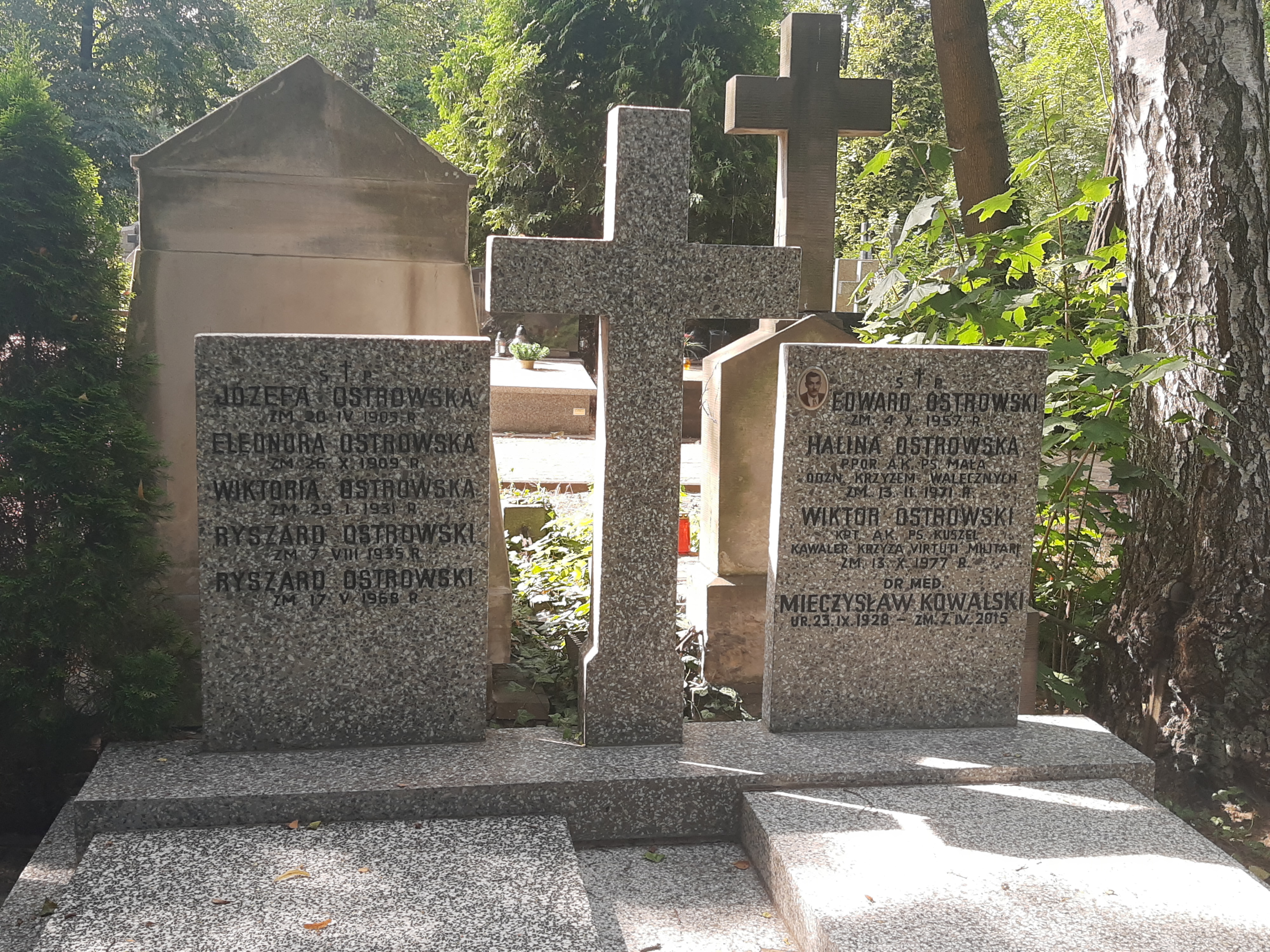
Grób Wiktora Ostrowskiego na Cmentarzu Bródnowskim

## Ordery i odznaczenia
- Srebrny Krzyż Zasługi (19 marca 1931)[5]